# The Lord of the Rings: The Battle for Middle-earth
The Lord of the Rings: The Battle for Middle-earth (BFME) is een real-time strategyspel voor Windows en is ontwikkeld door EALA (Electronic Arts Los Angeles). Het is gebaseerd op het boek In de Ban van de Ring (The Lord of the Rings) van J.R.R. Tolkien en de verfilming hiervan.
Het doel van het spel, tenminste, van de campagne, is om de vijandelijke landen in Midden-aarde te veroveren met een zelf opgebouwd leger van helden en soldaten. Wat voor soort soldaten en welke helden is afhankelijk van het volk dat je kiest. Twee van deze volkeren staan aan de Kwade Kant en twee aan de Goede Kant, maar per spel kun je slechts een van de vier volkeren besturen.

## Volkeren
- Goede Kant: Gondor, Rohan
- Kwade Kant: Isengard, Mordor

### Goede Kant
De helden van de Goede Kant zijn:

#### Rohan
- Meriadoc Brandebok
- Éomer
- Éowyn
- Gimli
- Legolas
- Théoden
- Boombaard
- Aragorn
- Frodo (alleen in Campagne mode)
- Sam (alleen in Campagne mode)

#### Gondor
- Boromir
- Faramir
- Gandalf
- Peregrijn Toek
- Frodo (alleen in Campagne mode)
- Sam (alleen in Campagne mode)

### Kwade Kant
De helden van Kwade Kant zijn:
- Shelob (alleen in Cirith Ungol campagne level)
- Gollem (alleen in Cirith Ungol campagne level en in vrij gevecht aan de Kant van Mordor)
- Balrog (moet opgeroepen worden)
- Oog van Sauron (moet opgeroepen worden)

#### Isengard
- Lurtz
- Saruman

#### Mordor
- Gollem
- 2x Nazgûl
- Tovenaar-koning

## Troepen
Rohan
- boer
- Vrijboer met boog
- Rohan-strijder (Rohirrim-zwaardvechter)
- Rohan-boogschutter (Rohirrim-boog)
- Elfen-strijders
- Enten

Gondor
- Soldaten
- Boogschutters
- Torenwachters
- Dolers
- ridders (cavalerie)
- Trebuchet

Isengard
- Ork-arbeiders
- Uruk-hai
- Speerdragers
- Kruisboogschutters
- Bruten
- Warg-ruiters
- Stormram
- Ballista
- Explosieve mijn
- Bestormingsladder

Mordor
- Ork-arbeiders
- Ork-strijders
- Ork-boogschutters
- Mûmakil
- Haradrim-lansdragers
- Rhûn-soldaten
- berg-trollen
- Trol-tromslagers
- Belegeringstorens
- Katapult
- Stormram

## Gameplay
Er zijn eigenlijk twee manieren van spelen in het spel: de campagne en het vrij gevecht. De campagne bestaat uit een groot aantal gebieden die tot Midden Aarde behoren. De speler kan als hij wil heel Midden Aarde veroveren, maar er zijn bepaalde gebieden die je na een tijdje moet veroveren. Verder is het helemaal aan de speler wat hij/zij wil doen. Vrij gevecht is een gevecht op een zelf uitgekozen landschap en met een vooraf ingesteld aantal spelers. Bij dit speltype is het mogelijk van tevoren zelfs te bepalen welk volk je tegenstander zal zijn, evenals je je eigen volk kunt kiezen. Een vrij gevecht heeft, in tegenstelling tot een spel uit de campagne, geen gevolgen voor de volgende partij, afgezien van de rang die een speler bij een overwinning behaalt. Wanneer een speler een "makkelijke" computer verslaat, behaalt hij één punt. Het overwinnen van een als "normaal" geclassificeerde vijand is twee punten waard, het overwinnen van een "moeilijk" leger wordt beloond met drie punten en het maximale aantal "moeilijke" tegenstanders verslaan levert vier punten op.
De te behalen rangen zijn:
- Boer/tuig= 0 punten
- Soldaat/ongedierte= 5 punten
- Strijder/beest= 10 punten
- Ridder/aardman= 30 punten
- Lid koninklijke garde/trol= 50 punten
- Gardekapitein/Berg-trol=150 punten
- Landheer/bruut= 300 punten
- Prins/duistere tovenaar=500 punten
- Tovenaar/Ringgeest= 800 punten
- Koning/Zwarte Heerser= 1500 punten

Voor de campain verdien je punten door bonusopdrachten, veteranenstatussen, je gevechtsstatieken en wat je veroverd hebt:
Veteranenstatus (opgewaardeerd in rang)
- Veteranenstatus helden= 1000 punten (per held)
- Veteranenstatus eenheden= 500 punten (per eenheid)

Bonusdoelstellingen
- 2000 Per bonusdoelstelling

Gevechtsstatieken
- Grondstoffen verzameld= 1 punt(/grondstof)
- Gebouwen neergezet= 10 punten(/gebouw)
- Eenheden gecreëerd= 2 punten(/eenheid)
- Vijandelijke eenheden verslagen= 2 punten(/eenheid)
- Tijdsbonus= Hangt van je snelheid af
- Krachtpunten verkregen= 1000 punten(/krachtpunt)

Terrein veroverd
- Krachtpunten= 1000 punten(/krachtpunt)
- Commandopunten= 100 punten(/commandopunt)
- Grondstoffenvermenigvuldiging= 100 punten(/0.1)

Binnen één vrij gevecht of binnen de gehele campagne verdient een speler punten van de Ene Ring of de Avondster (Ene Ring is de krachtbron van het Kwade, Avondster die van het Goede). Naarmate een speler meer vijanden doodt, groeit de kracht van the Ene Ring/Avondster. Bij een bepaald aantal gedode vijanden krijgt de krachtbron een extra punt. Met deze punten kunnen krachten worden gekocht. Welke krachten dit zijn, is afhankelijk van de kant waarmee wordt gespeeld. Kwade krachten hebben een kwaad voorkomen; zo kan de Kwade Kant bijvoorbeeld over de kracht Aaseter beschikken, waarmee gedode vijanden niet alleen de macht van the Ene Ring doen groeien, maar ook nog eens voor grondstoffen zorgen. Goede krachten hebben natuurlijk een aard van lieflijker, zoals de kracht Herstellen, waarmee de Goede Kant alle bataljons soldaten in een gebied kan genezen.
Er zijn geen specifieke grondstoffen in The Battle for Middle-earth. Je kunt ervan uitgaan dat de grondstof geld moet voorstellen, want de Goede Kant produceert zowel in de smederij als op de boerderij grondstoffen, en de Kwade Kant gebruikt hiervoor de smeltoven, het slachthuis en de houtzagerij. Bovendien wordt de naamloze grondstof zowel gebruikt om gebouwen te bouwen als om soldaten te rekruteren.
Met de online-modus in het hoofdmenu kan je tegen je vrienden strijden.(niet meer mogelijk sinds 30 december 2010.)

## Landen en steden
De steden zijn Helmsdiepte, Isengard, Edoras, Cirith Ungol, Minas Tirith.
Tip: ga met goede Campagne niet met Rohan Demsterwold en Rhun veroveren omdat daar heel veel soldaten van Rhun zijn.